# Scolopsis
Scolopsis – rodzaj ryb z rodziny nitecznikowatych.

## Klasyfikacja
Gatunki zaliczane do tego rodzaju:
| - Scolopsis affinis - Scolopsis aurata - Scolopsis bilineata - Scolopsis bimaculata - Scolopsis ciliata - Scolopsis frenata - Scolopsis ghanam - Scolopsis lineata - Scolopsis margaritifera | - Scolopsis monogramma - Scolopsis taeniata - Scolopsis taenioptera - Scolopsis temporalis - Scolopsis torquata - Scolopsis trilineata - Scolopsis vosmeri - Scolopsis xenochroa |

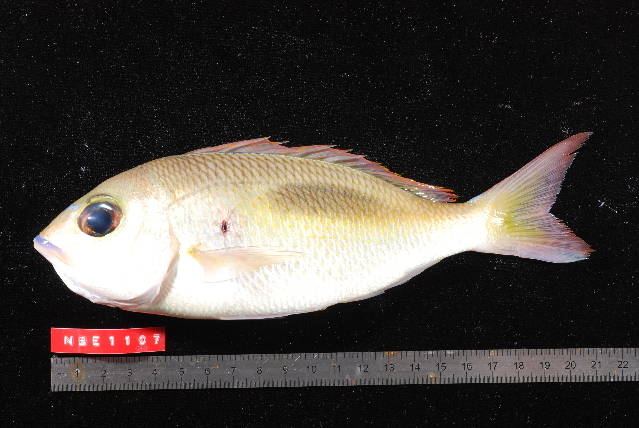
Scolopsis bimaculata
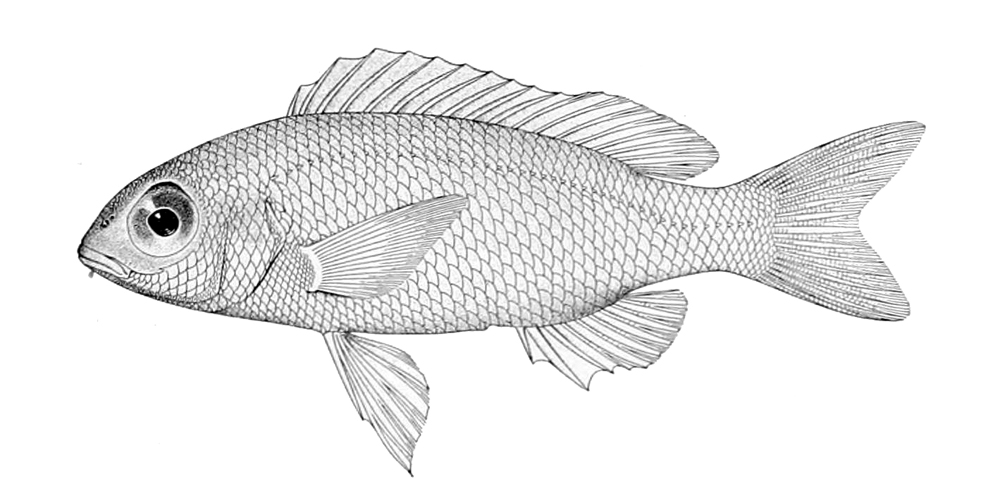
Scolopsis ciliata
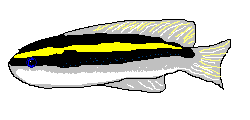
Scolopsis frenata
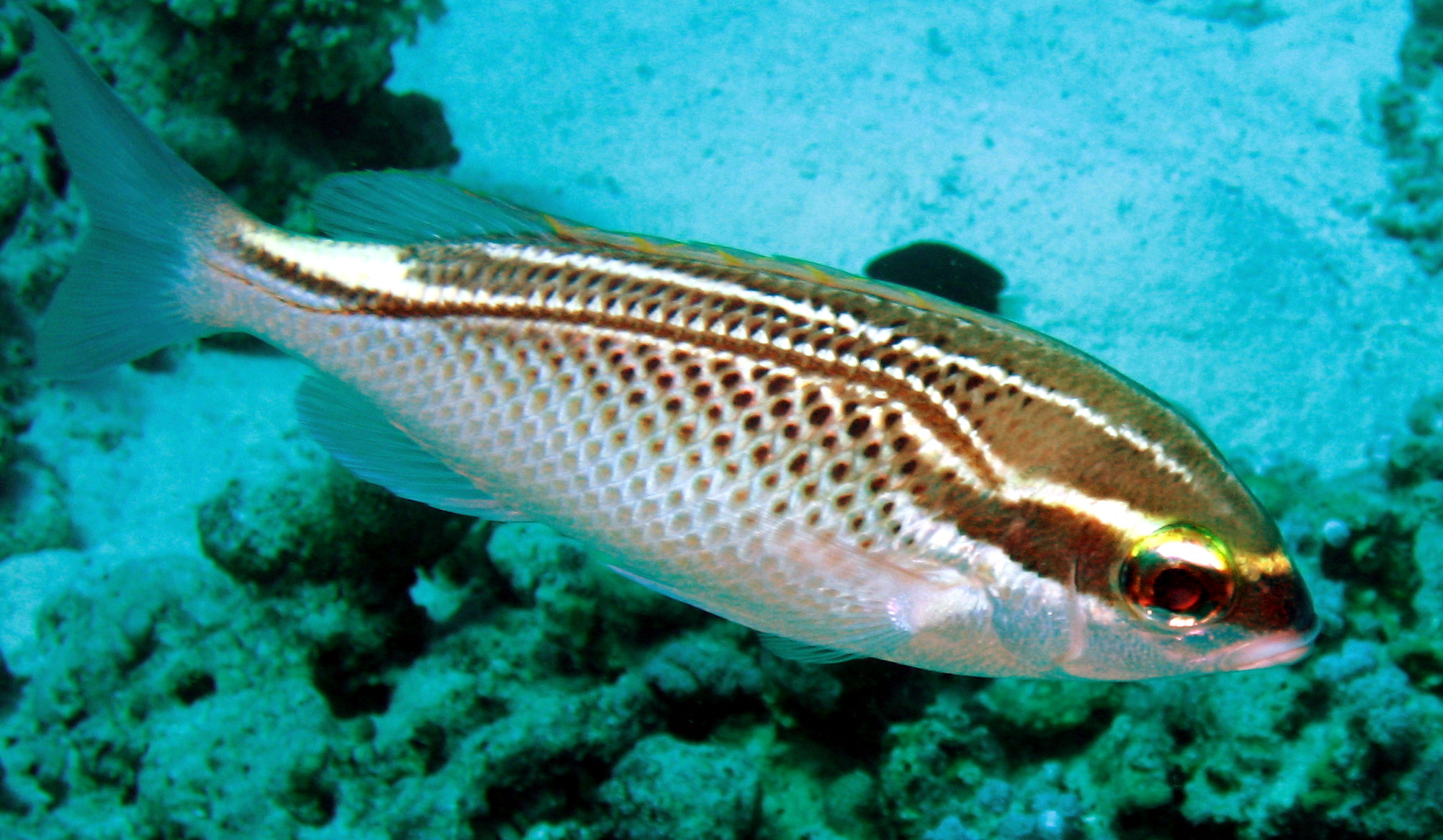
Scolopsis ghanam
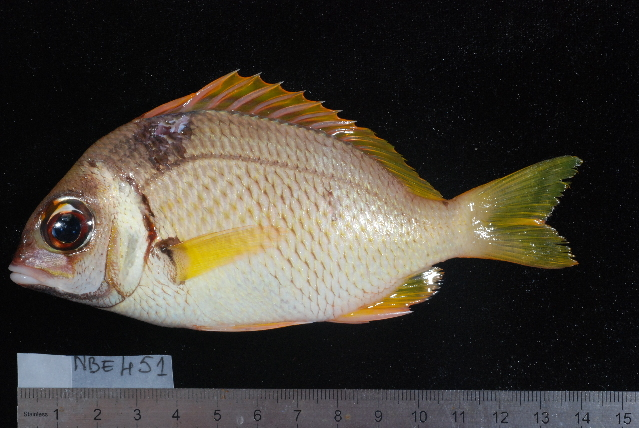
Scolopsis vosmeri
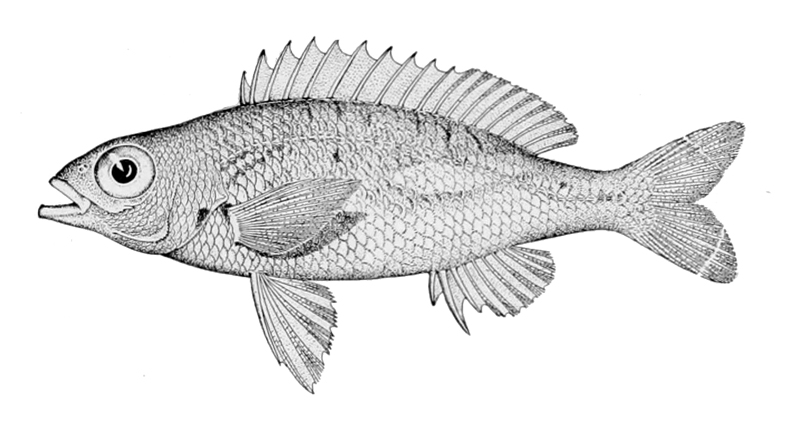
Scolopsis xenochroa